# Monanthotaxis podocarpa
Monanthotaxis podocarpa (Diels) Verdc. – gatunek rośliny z rodziny flaszowcowatych (Annonaceae Juss.). Występuje endemicznie na Madagaskarze. 

## Morfologia
PokrójZimozielony krzew.
LiścieMają kształt od podłużnego do lancetowatego. Mierzą 2,5–7,5 cm długości oraz 1,5–2,5 cm szerokości. Są lekko owłosione od spodu. Nasada liścia jest zaokrąglona. Blaszka liściowa jest o długo spiczastym wierzchołku. Ogonek liściowy jest nagi i dorasta do 4–6 mm długości.
OwocePojedyncze mają elipsoidalny kształt, zebrane po 6–8 w owoc zbiorowy. Są osadzone na szypułkach. Osiągają 12 mm długości i 7 mm szerokości. Mają czerwoną barwę.

## Biologia i ekologia
Rośnie w lasach.